# 磷酸铋
磷酸铋是一种无机化合物，化学式为BiPO4。

## 制备
磷酸铋可由硝酸铋和磷酸二氢钠反应得到。
{\displaystyle {\mathsf {BiCl_{3}+2Na_{2}HPO_{4}\ {\xrightarrow {}}\ BiPO_{4}\downarrow +NaH_{2}PO_{4}+3NaCl}}}